# زوملیون
شرکت علم و فناوری صنایع سنگین زوملیون (به چینی: 中聯重科股份有限公司) شرکت صنایع سنگین چینی است، که در زمینه تولید بولدوزر، جرثقیل، بیل مکانیکی، غلتک‌های راه‌سازی، ماشین‌آلات پل‌سازی و لودر فعالیت می‌کند.
شرکت زوملیون در سال ۱۹۹۲ راه‌اندازی شد و اکنون دارای ۹ کارخانه تولیدی در کشورهای چین، بریتانیا و ایتالیا می‌باشد.
دفتر مرکزی این شرکت در شهر پکن قرار دارد و سهام آن در بازارهای بورس اوراق بهادار هنگ‌کنگ و بورس شنژن معامله می‌شود.